# Ngô Chân Lưu
Ngô Chân Lưu (známý také pod pseudonymem Khuông Việt) byl vietnamský mnich, učenec, diplomat a literát. Zároveň patří mezi reprezentanty čtvrté generace vietnamské zenové buddhistické školy Quan bích.

## Život
Ngô Chân Lưu se narodil roku 933 v provincii Thanh Hoá. Studoval v pagodě Khai Quốc v Thăng Longu (dnešní Hanoj), kde ho vyučoval mnich Văn Phong.
Ve 40 letech se mu podařilo stát se poradcem krále Đinh Tiên Hoànga a jakožto schopný diplomat měl velký vliv ve státních záležitostech. Proslýchá se, že dokonce pomohl na trůn dynastii Lê (980 – 1009). Poradcem se totiž stal i u následujícího krále Lê Đại Hànhe.

## Dílo
Ngô Chân Lưua známe jako autora slavné básně Vương lang quy (Rozlučka s vyslancem). Tato báseň vznikla za zajímavých okolností: roku 986 měl král Lê Đại Hành přijmout vyslance čínské dynastie Sung. Král však při přijímání dopisu od vyslance nedodržel patřičný protokol (neuklonil se a ani nepodržel dopis nad hlavou). Dále se vymlouval, že spadl z koně, zranil se a tudíž se nemůže s vyslancem setkat. Poté pověřil Ngô Chân Lưua sepsáním básně, která bude vyslanci předána jakožto omluva.
Báseň Vương lang quy je složena formou čínské básně cch'. Je psána v klasické čínštině, líčí krásu vietnamské přírody a zároveň varuje před útoky nepřítele.
Mezi dochovaná díla Ngô Chân Lưua patří i krátké čtyřverší Nguyễn hoả (Původ ohně), ve kterém autor popisuje proměnu dřeva v oheň. Tento děj je metaforou představy buddhistů o koloběhu převtělování.

## Odkaz
Ngô Chân Lưu zemřel v roce 1011 v Thăng Longu (dnešní Hanoj). Pro mnoho pozdějších autorů se stává buddhistickým hrdinou, jež bojuje za Vietnam bez čínské nadvlády.